# Ensemble Correspondances
 (mai 2019).
L'Ensemble Correspondances est un ensemble de musique baroque spécialisé dans la musique du XVIIe siècle réuni sous la direction du claveciniste et organiste Sébastien Daucé.

## Historique
L'Ensemble Correspondances a été fondé à Lyon en 2009 par l'organiste et claveciniste Sébastien Daucé. En quelques années l'ensemble est devenu une référence dans le répertoire de la musique du XVIIe siècle. Tous spécialistes et passionnés de la musique du Grand Siècle, les musiciens de l'Ensemble Correspondances interprète une musique qui parle à l'auditeur d'aujourd'hui et fait traverser les siècles à un patrimoine vivant tout en le restituant avec une fidélité musicologique et historique. En particulier, l'Ensemble Correspondances s'est illustré dans l'interprétation de la musique de Marc-Antoine Charpentier, son compositeur de cœur, explorant la richesse de son œuvre.
Tous les enregistrements de l'ensemble témoignent de ses fondamentaux et de l’esprit de découverte qui y prévaut : avec Marc-Antoine Charpentier pour O Maria ! (2010), les Litanies de la Vierge (2013), la Pastorale de Noël comprenant toutes les versions et Les Grandes Antiennes Ô de l’Avent (octobre 2016), La Descente d'Orphée aux enfers (2017), Histoires Sacrées (avril 2019), la Messe à 4 chœurs et 4 orchestres (2020) et la Messe de Minuit (2023) à mais aussi Antoine Boësset (L’Archange et le Lys, 2011), Étienne Moulinié avec Meslanges pour la Chapelle d’un Prince (2015), Henry du Mont dans O Mysterium (2016), ou encore Michel-Richard de Lalande et ses Leçons de Ténèbres avec Sophie Karthäuser (2015).
La parution en 2018 de “Perpetual Night”, explorant la naissance de la monodie anglaise au XVIIe siècle avec la voix de l’alto Lucile Richardot, a été remarquée par la presse française (Choc de Classica, Diapason d’Or, ffff Télérama, Diamant Opéra Magazine) et internationale (Prix de la critique allemande du disque / Preis der deutschen Schallplattenkritik 2018).
Sébastien Daucé a travaillé trois ans à la reconstitution du Ballet royal de la Nuit (2015) avec l'ensemble Correspondances, ce qui a donné lieu à plusieurs représentations en 2015 : Festival de Saintes, Festival de la Chaise-Dieu, Opéra royal de Versailles. Il a permis de redécouvrir un moment musical majeur du xviie siècle jusqu’alors inouï qui inaugura le règne de Louis XIV. À l'automne 2017, une mise en scène contemporaine alliant cirque et danse signée Francesca Lattuada a été présentée au Théâtre de Caen, à l'Opéra de Dijon et à l'Opéra Royal de Versailles.

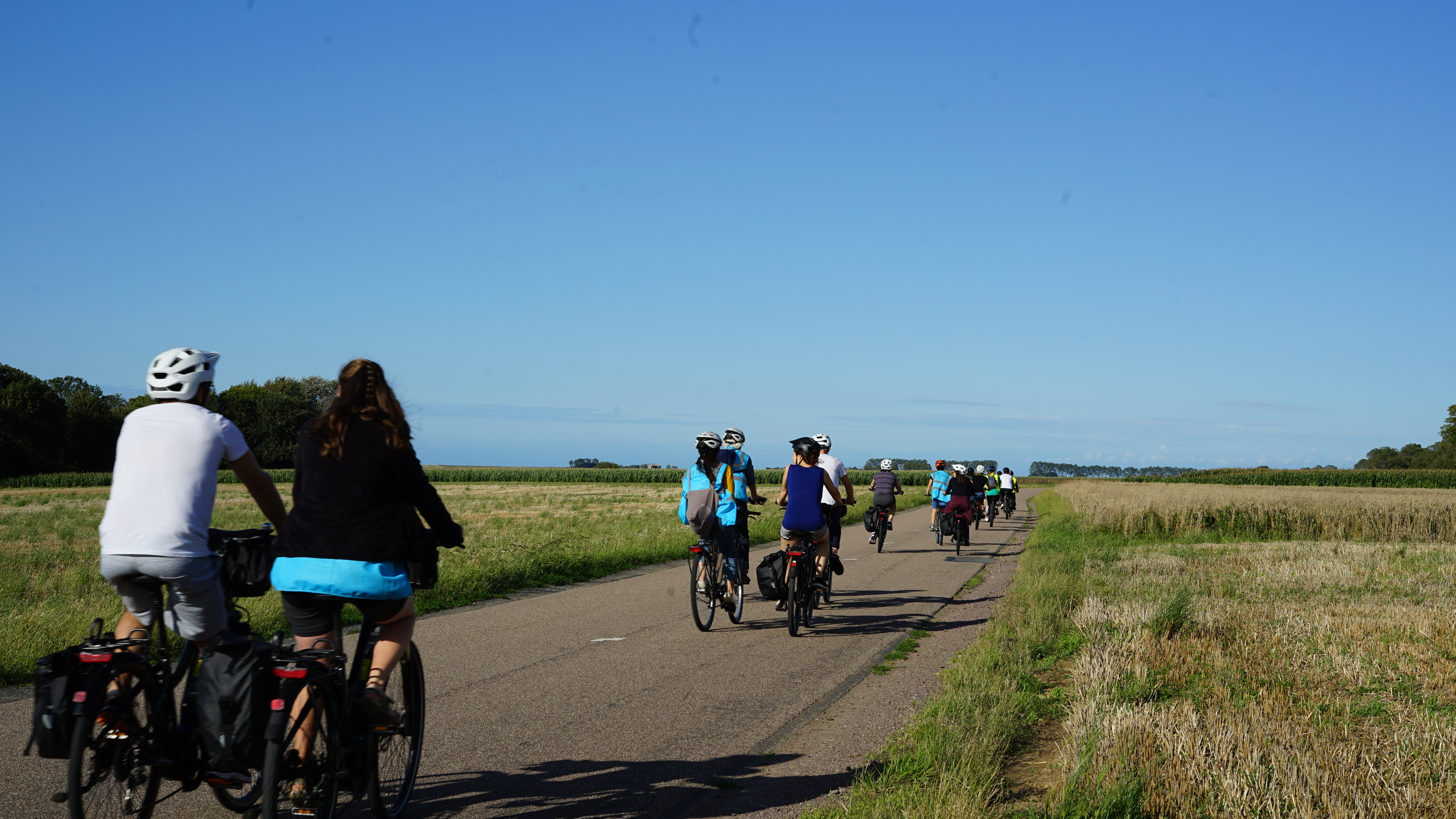
Une balade avec le public lors de l'Échappée musicale normande 2023

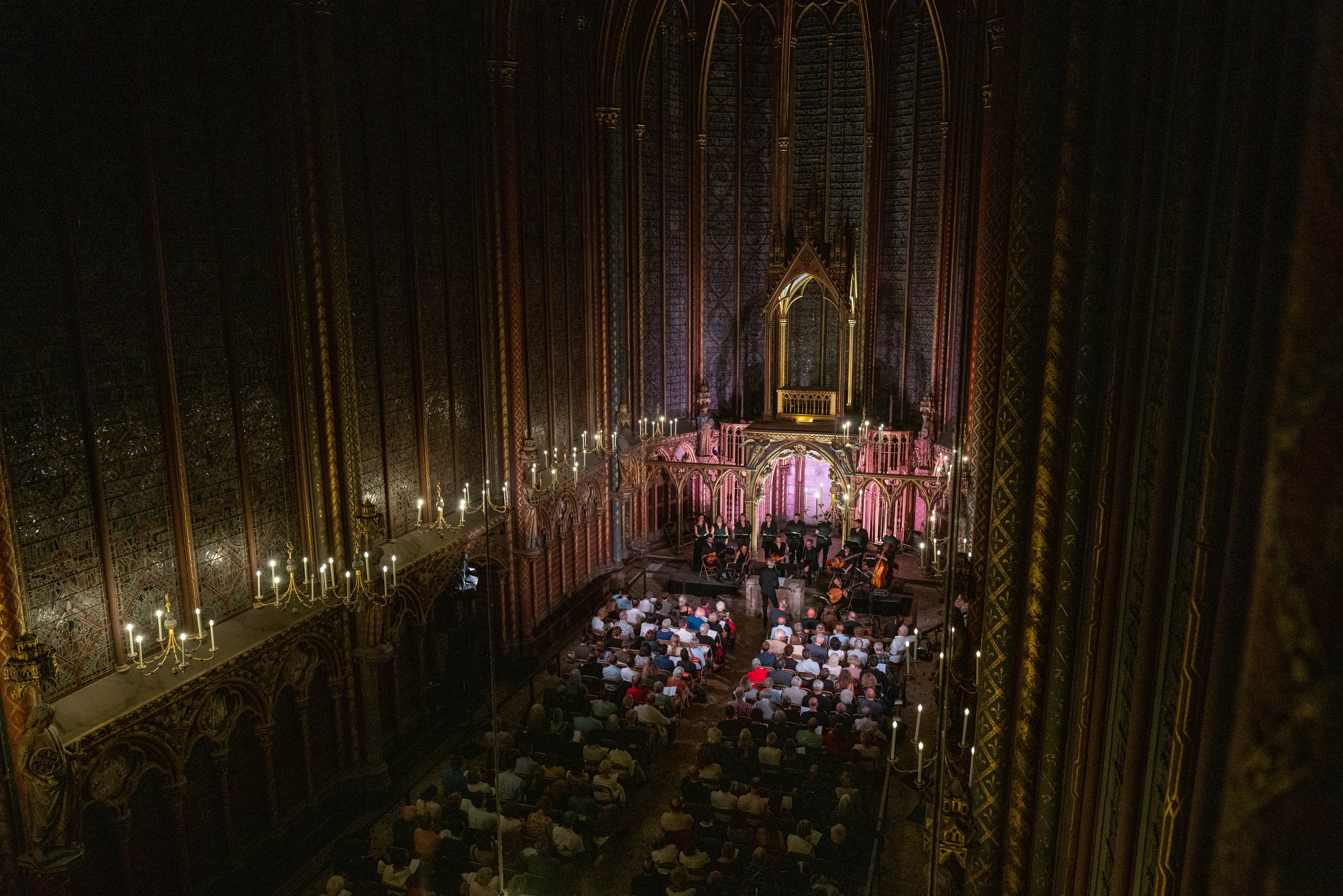
La 1ère édition des Heures musicales de la Sainte-Chapelle

Poursuivant son exploration des formats expérimentaux qui jalonnent le Grand Siècle, l'ensemble Correspondances crée en 2018 Songs avec le metteur en scène Samuel Achache avec la voix de Lucile Richardot. En 2021, l'ensemble crée au théâtre de Caen le mask anglais Cupid &Death mis en scène par Jos Houben et Emily Wilson.Ce divertissement d'un genre hybride typiquement anglais mêle musiques, danses, textes parlés et chantés.
Fidèle à cet esprit de redécouverte des formes scéniques, l'ensemble Correspondances se produit pour la première fois au Festival international d'art Lyrique d'Aix-en-Provence en 2021 avec Combattimento, la théorie du Cygne noir, inspiré d'Il Combattimento di Tancredi e Clorinda  de Monteverdi. Cette oeuvre théâtrale et lyrique d’un genre nouveau précédant chronologiquement le fameux Orfeo du compositeur sera pour l'occasion mise en scène par Silvia Costa. Cet opéra sera ensuite repris en 2022 au théâtre de Caen.
En 2023, l'ensemble Correspondances crée au théâtre de Caen David et Jonathas de Charpentier. La mise en scène est signée par Jean Bellorini et permet à l'œuvre de renouer avec sa forme hybride originale où opéra et théâtre étaient liés. La réécriture du livret est quant à elle confiée à l’écrivain Wilfried N’Sondé. L'opéra est ensuite en tournée en 2024 à l'Opéra National de Lorraine, au Théâtre des Champs-Élysées et à l'Opéra de Lille.
En octobre-novembre 2018, l'ensemble a effectué a donné des concerts dans plusieurs villes en Chine. Des tournées Nord-Américaine ont eu lieu en 2018 et en 2022. En 2019, l'ensemble Correspondances effectue une tournée au Mexique.
En 2020, l'ensemble Correspondances invente lors de son installation en Normandie une saison artistique dont l'objectif est de sortir des sentiers battus pour se rapprocher du public. Contraint par la fermeture des salles de spectacle en raison de la pandémie de Covid-19 et dans un objectif de réduction de son empreinte carbone, l'ensemble organise une tournée à vélo d'une dizaine de jours, à travers les pays normands. Les musiciens sillonnent alors la Normandie à la rencontre des habitants, avec un programme ponctué de concerts dans des lieux du patrimoine parfois méconnus, des ateliers de présentation de instruments, et de nombreux moments conviviaux avec le public (balades à vélo commentées autour du patrimoine naturel et historique, dégustation de produit du terroir, pique-niques partagés,... ). À la suite du succès de cette édition, l'ensemble Correspondances prend l'habitude de faire de cette tournée à vélo un rendez-vous annuel en Normandie, changeant de département à chaque édition. En 2022, cette tournée prend le nom d'Échappée musicale normande.
En septembre 2023, l'ensemble Correspondances s'associe avec le Centre des monuments nationaux pour initier les Heures musicales de la Sainte-Chapelle, une série de concerts à la Sainte-Chapelle. Les programmes des concerts font la part belle au Maître de Chapelle le plus célèbre des lieux : Marc-Antoine Charpentier. Redonner aujourd’hui à la Sainte-Chapelle la place musicale qui était la sienne est un véritable défi qu'a souhaité relever l'ensemble qui permet avec ce festival de redécouvrir le patrimoine musical méconnu du lieu dans son écrin originel.
Correspondances est actuellement en résidence au Théâtre de Caen. Il est ensemble associé au Musée du Louvre et reçoit le soutien en résidence de création de la vie brève - Théâtre de l'Aquarium.
L'ensemble Correspondances est un acteur engagé de la transition environnementale du spectacle vivant. Il est membre de l'association Arviva - Arts vivants, Arts durable.

## Soutien
L’ensemble reçoit le soutien de la Fondation Bullukian qui abrite la Fondation Correspondances. Il est aidé par le Ministère de la Culture (DRAC Normandie), la Région Normandie, le Département du Calvados et la Ville de Caen. Il reçoit régulièrement le soutien de l’Adami, de la Spedidam, de l'Institut Français, de l'Odia Normandie et du CNM pour ses activités de concert et discographiques.

## Récompenses
Douze enregistrements ont été récompensés par la critique : Chocs de Classica, ffff de Télérama, Diapasons d’Or, Echo Preis du World Premiere Recording of the Year 2016, Editor’s Choice de Gramophone, Opera Recording of the Year 2016 pour Limelight Magazine, Prix Charles Cros.

## Discographie
- 2010 : Marc-Antoine Charpentier, O Maria, Psaumes et Motets, Zig-Zag Territoires. Choc de Classica, Diapason d'or, Coup de cœur de l'Académie Charles-Cros.
- 2011 : L'Archange et le Lys, Messe et Motets d'Antoine Boësset, Zig-Zag Territoires.
- 2013 : Marc-Antoine Charpentier, Litanies de la Vierge H.83, Motets pour la maison de Guise, Harmonia Mundi. Choc de Classica, Diapason d'Or, ffff Télérama, Pizzicato Supersonic.

- 2014 : Meslanges pour la chapelle d'un Prince, pièces du recueil Meslanges de sujets chrestiens, cantiques, litanies et motets d'Étienne Moulinié (1658), Harmonia Mundi. Choc de Classica, Gramophone Editor's Choice, 5 Diapasons.
- 2015 : Michel-Richard de Lalande, Leçons de Ténèbres, Harmonia Mundi. Choc de Classica, ffff Télérama, Diapason d'Or, Gramophone Editor's Choice.
- 2015 : Le Concert Royal de la Nuit, Harmonia Mundi. Choc de Classica, ffff Télérama, Gramophone Editor's Choice, Limelight Opera Recording of the Year, Echo Preis World Premiere Recording of the Year.
- 2016 : Henry Du Mont, O Mysterium, Motets & Élèvations pour La Chapelle de Louis XIV, Harmonia Mundi. Choc de Classica, Gramophone Editor's Choice .
- 2016 : Marc-Antoine Charpentier, Pastorale de Noël H.483 H.483 a H.483 b, Grandes Antiennes Ô de L'Avent H.36 - 43, Harmonia Mundi. Choc de Classica, ffff Télérama, 5 Diapasons report 2 LP 2019
- 2017 : Marc-Antoine Charpentier, La Descente d'Orphée aux Enfers H.488, Harmonia Mundi.
- 2018 : Perpetual Night, Airs anglais du XVIIe siècle, Harmonia Mundi.(Prix de la Critique allemande du disque de 2018, Diapason d'Or de l'année 2018)
- 2018 : Le Ballet royal de la Nuit, Harmonia Mundi (3 CD avec l'intégralité des danses ainsi qu'un DVD du spectacle mis en scène en 2017 par Francesca Lattuada).
- 2019 : Marc-Antoine Charpentier, Histoires Sacrées, 2 CD + 1 DVD Harmonia Mundi. Diapason d’or, Choc de Classica, ffff Télérama, Diamant d'Opéra Magazine. ***** Limeligt Magazine.
- 2020 : Les Plaisirs du Louvre, Airs pour la Chambre de Louis XIII, CD Harmonia Mundi
- 2020 : Marc-Antoine Charpentier, Messe à 4 Chœurs H.4, CD Harmonia Mundi. Diapason d'or, ffff Télérama.
- 2021 : Septem Verba & Membra Jesu Nostri, Buxtehude, Schütz, Dijkman, 2 CD Harmonia Mundi. Choc de Classica.
- 2022 : Michel-Richard de Lalande, Grands Motets, Dies irae, Miserere, Veni creator, CD Harmonia Mundi.
- 2022 : Matthew Locke, Psyche, 2 CD Harmonia Mundi. Diamant d'Opéra Magazine, ffff Télérama.
- 2023 : Marc-Antoine Charpentier, In nativitatem Domini canticum H.416, Messe de minuit H.9, In Nativitate Domini Nostri Jesu Christi Canticum H.421, Te Deum H.147, CD Harmonia Mundi.